# 6685 Boitsov
A 6685 Boitsov (ideiglenes jelöléssel 1978 QG2) a Naprendszer kisbolygóövében található aszteroida. Nyikolaj Sztyepanovics Csernih fedezte fel 1978. augusztus 31-én.